# Paula Wolf-Kalmar
Paula Wolf-Kalmar (11 d'abril de 1880 - 29 de setembre de 1931) va ser una mestra d'escacs austríaca, nascuda a Zagreb.
Va aconseguir la 5a posició a Merano1924 (campionat europeu femení no oficial guanyat per Helene Cotton i Edith Holloway). Després del torneig, tres dels participants (Holloway, Cotton i Agnes Stevenson) van derrotar a altres tres jugadores (Kalmar, Gülich i Pohlner) en un matx a doble ronda Londres vs. Viena.
Va ser tres vegades aspirant al Campionat del Món femení. Va ocupar el tercer lloc, darrere de Vera Menchik i Katarina Beskow a Londres 1927, va ocupar el segon lloc a Hamburg el 1930 i el segon a Praga el 1931, ambdues darrere de V. Menchik. Va morir el 1931 a Viena.